# Slough Hockey Club
Der Slough HC ist ein englischer Hockeyverein aus der nördlich von Windsor gelegene Stadt Slough in der Grafschaft Berkshire. Der in Rosa und Schwarz spielende Club wurde 1921 gegründet und hat drei Herren- sowie zwei Damenteams. Die Vereinsanlage befindet sich im Upton Park südlich von Slough. Neben einem Clubhaus stehen dem Slough HC ein Kunstrasenspielfeld zur Verfügung.
Die 1. Herren spielen nur noch in einer regionalen Liga, nachdem sie in den 1970er und 1980er zu den englischen Topteams zählten. Viermal vertrat das Team England beim EuroHockey Club Champions Cup. Bei der dritten Teilnahme 1980 wurde mit dem Sieg des Europapokals der größte Vereinserfolg erreicht. Im Endspiel wurde der niederländische HC Klein Zwitserland 1:0 geschlagen.
Die Damen sind in der erstklassigen England Hockey League vertreten, wo sie 2010/2011 den fünften Platz belegten, aber in der ersten Runde der Play-offs scheiterten. Bei den zahlreichen Europapokalteilnahmen erreichte die Mannschaft fünfmal die Finalspiele, verlor aber 1990 in der Premierensaison des EuroHockey Indoor Club Champions Cup gegen den SC Brandenburg, 1995 und 2008 im EuroHockey Cup Winners Cup gegen den Rüsselsheimer RK und den Berliner HC, 1996 und 1998 im EuroHockey Club Champions Cup gegen den niederländischen SV Kampong und wieder dem Rüsselsheimer RK.

## Erfolge
| Europapokalbilanz Herren Feld |                    |        |       |            |
| Jahr                          | Wettbewerb         | Niveau | Platz | Ort        |
| 1978                          | Club Champions Cup | 1      | 5     | Barcelona  |
| 1980                          | Club Champions Cup | 1      | 1     | Barcelona  |
| 1981                          | Club Champions Cup | 1      | 4     | Brüssel    |
| 1982                          | Club Champions Cup | 1      | 4     | Versailles |

Herren
- EuroHockey Club Champions Cup: 1980
- Englischer Pokalsieger: 1977, 1979, 1980, 1981
- National Inter League Champion: 1976, 1977, 1980, 1981, 1982, 1983, 1987
- Englischer Hallenhockey-Meister: 1979, 1981, 1982, 1984

Damen
- Englischer Meister: 1982, 1983, 1986, 1990, 1991, 1992, 1995, 1997, 1998, 1999, 2002, 2003, 2008, 2010
- Englischer Pokalsieger: 1989, 1994, 1999, 2001
- Englischer Hallenhockey-Meister: 1984, 1989, 1994, 1996, 1997. 1998, 1999